# Terenure
Terenure (irl. Tír an Iúir) – dzielnica Dublina w Irlandii, położona w hrabstwie Dublin Południowy. Południową granicę dzielnicy wyznacza rzeka Dodder.